# Omaha’s Henry Doorly Zoo
Koordinaten: 41° 13′ 29″ N, 95° 55′ 43″ W
Omaha’s Henry Doorly Zoo ist der Zoo der Stadt Omaha. Er liegt im Osten Nebraskas und wurde im Jahr 1894 als Riverview Park Zoo eröffnet. Der Zoo umfasst eine Fläche von etwa 53 Hektar. Im Jahr 2004 wurde er als bester Zoo in Amerika bezeichnet. 2016 besuchten erstmals mehr als zwei Millionen Besucher den Zoo. Omaha’s Henry Doorly Zoo ist Mitglied der World Association of Zoos and Aquariums (WAZA).

## Tierbestand
Der Zoo in Omaha ist einer der artenreichsten Zoos in den USA. Nachfolgend sind einige ausgewählte  Arten aus dem Tierbestand gezeigt.

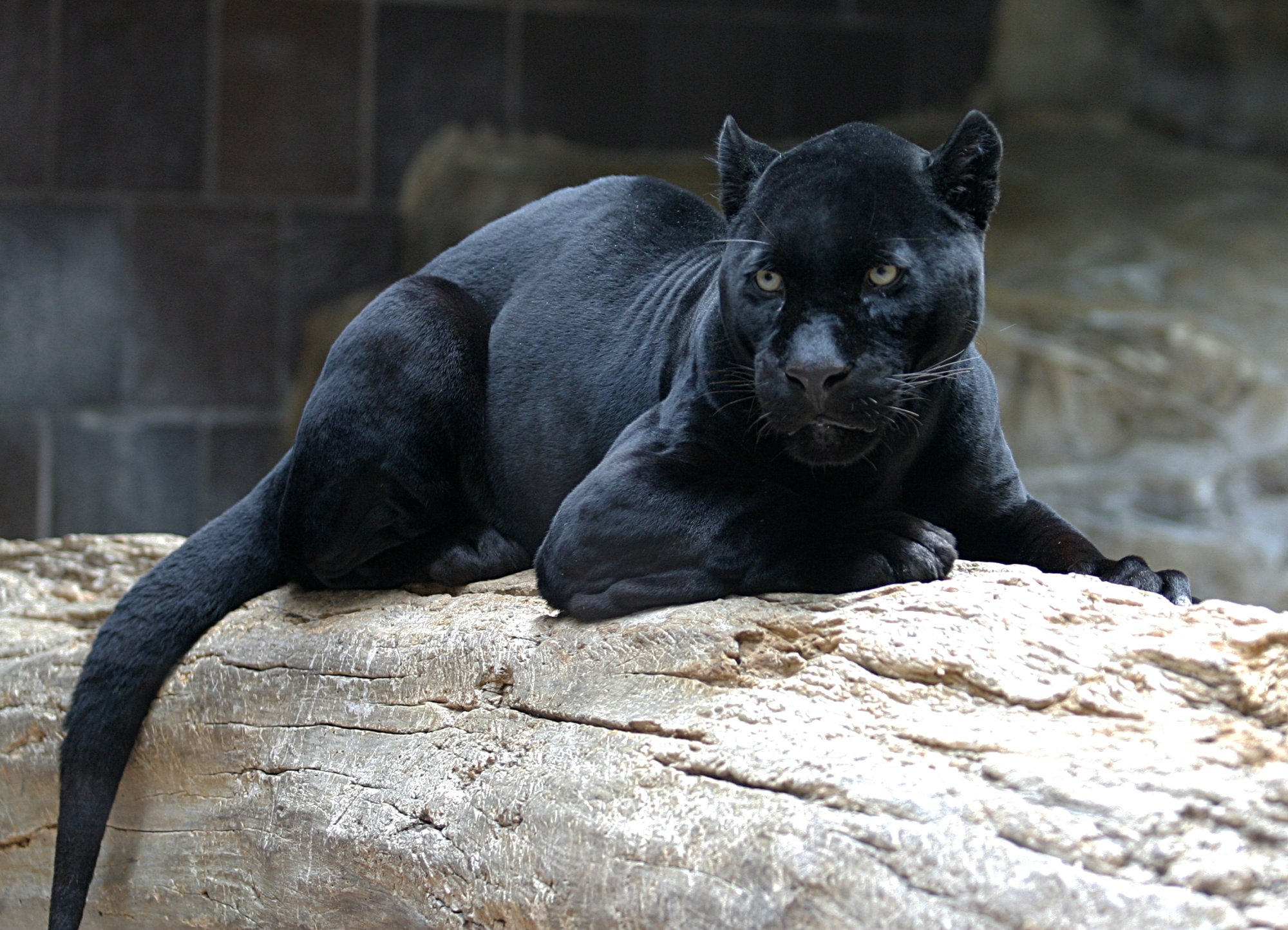
Schwarzer Jaguar
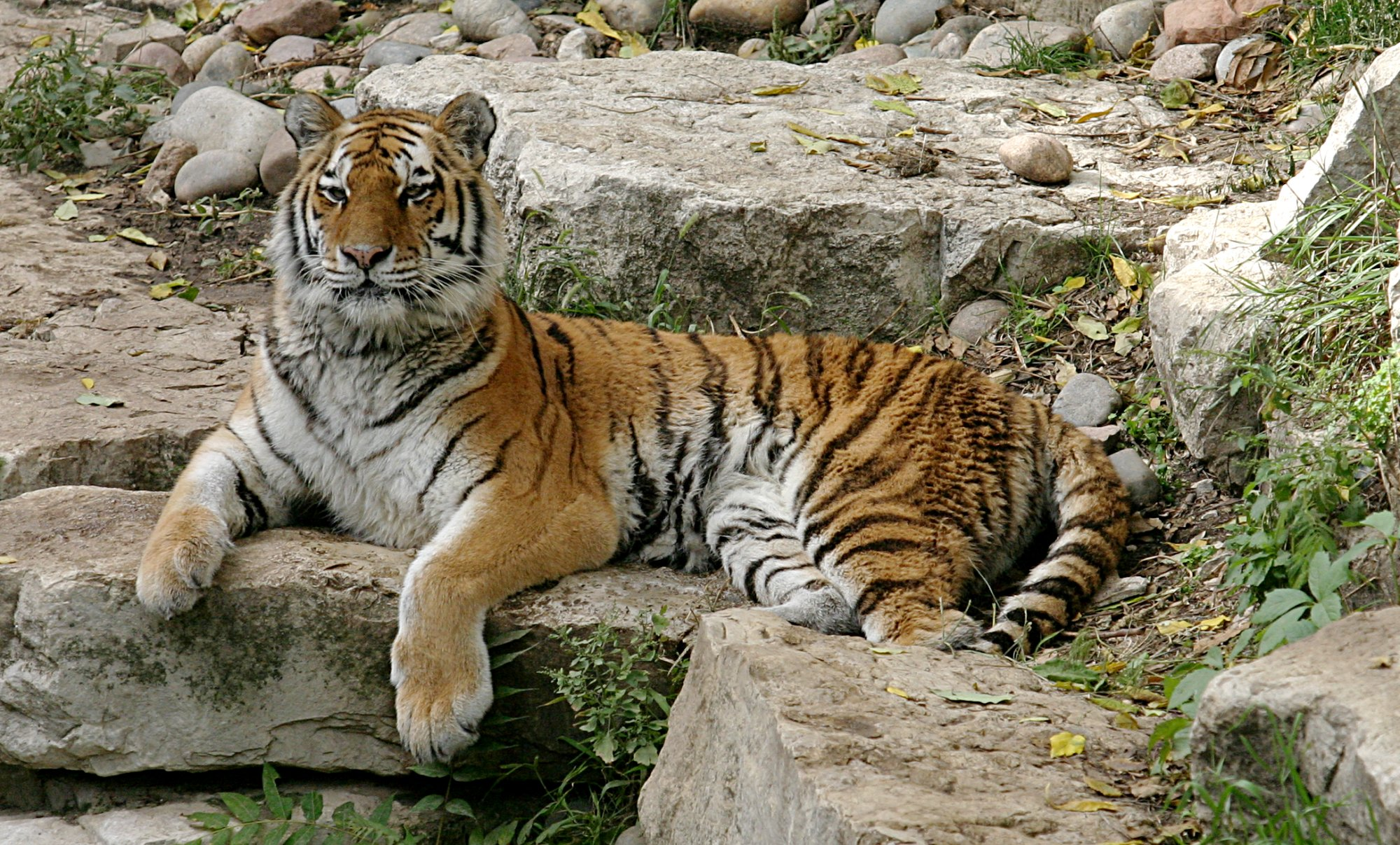
Sibirischer Tiger
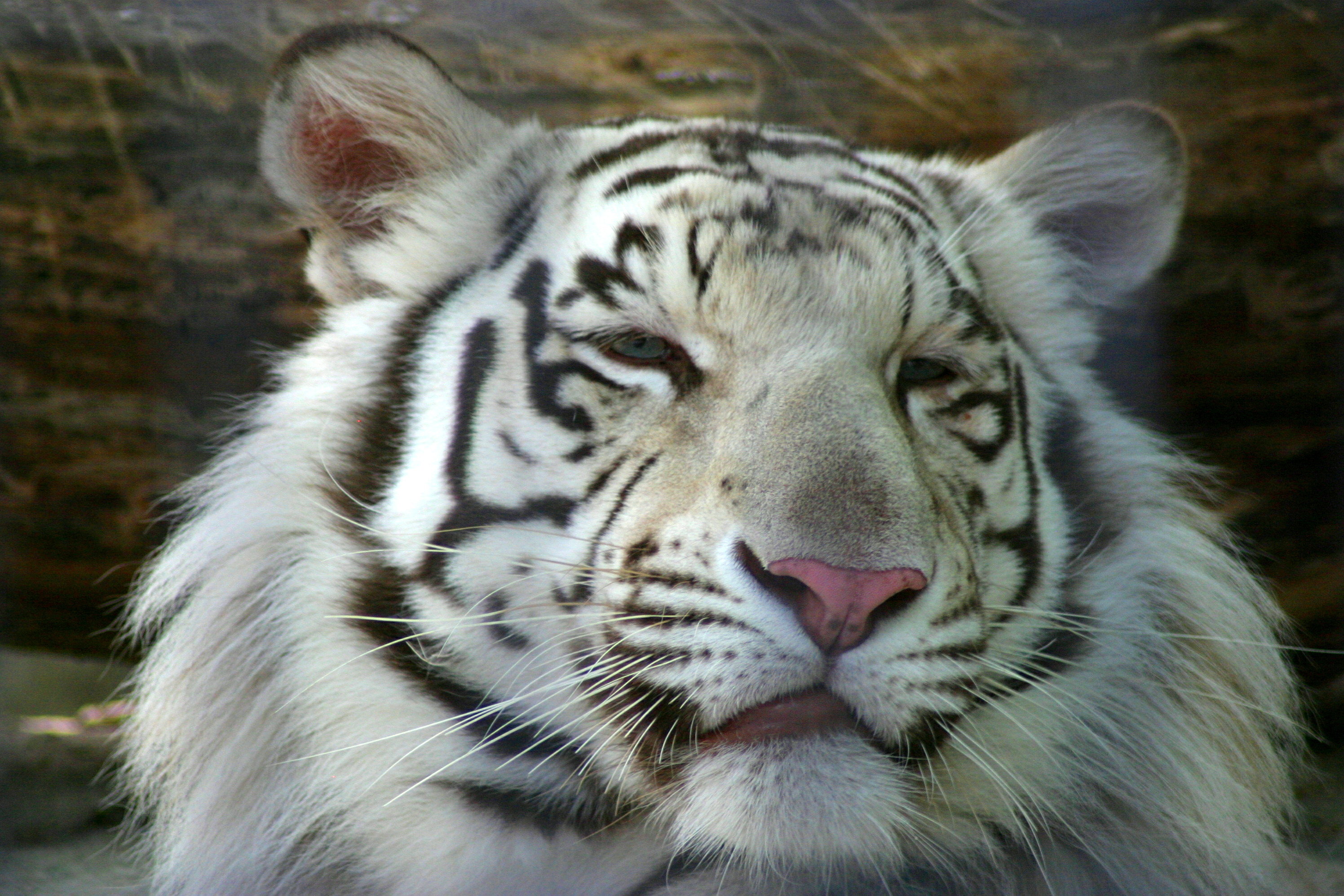
Weißer Königstiger
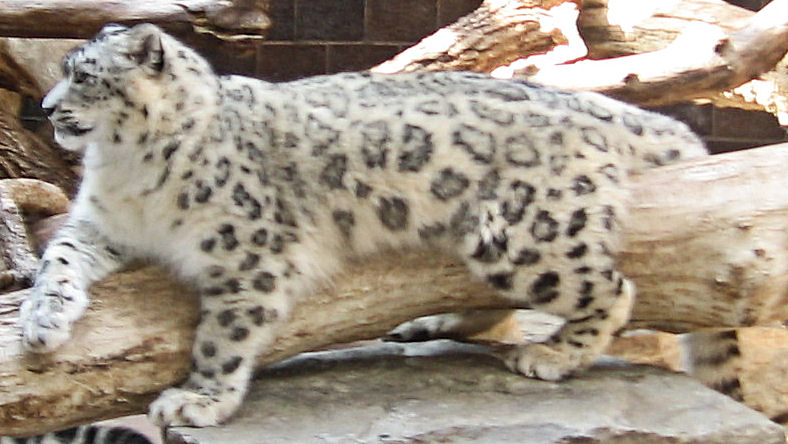
Schneeleopard
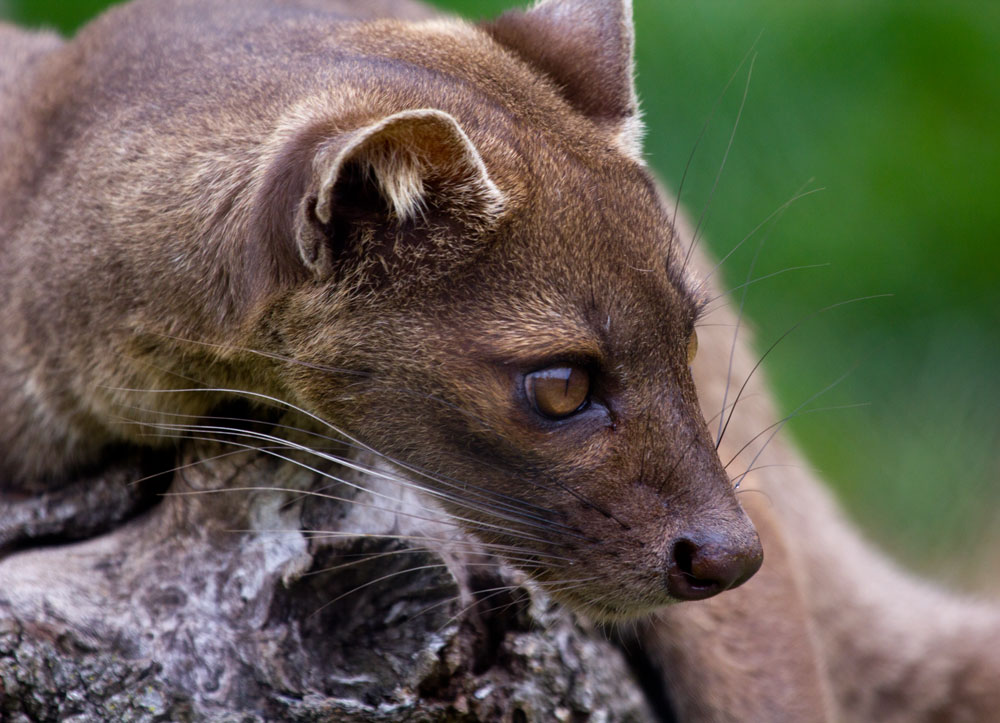
Fossa
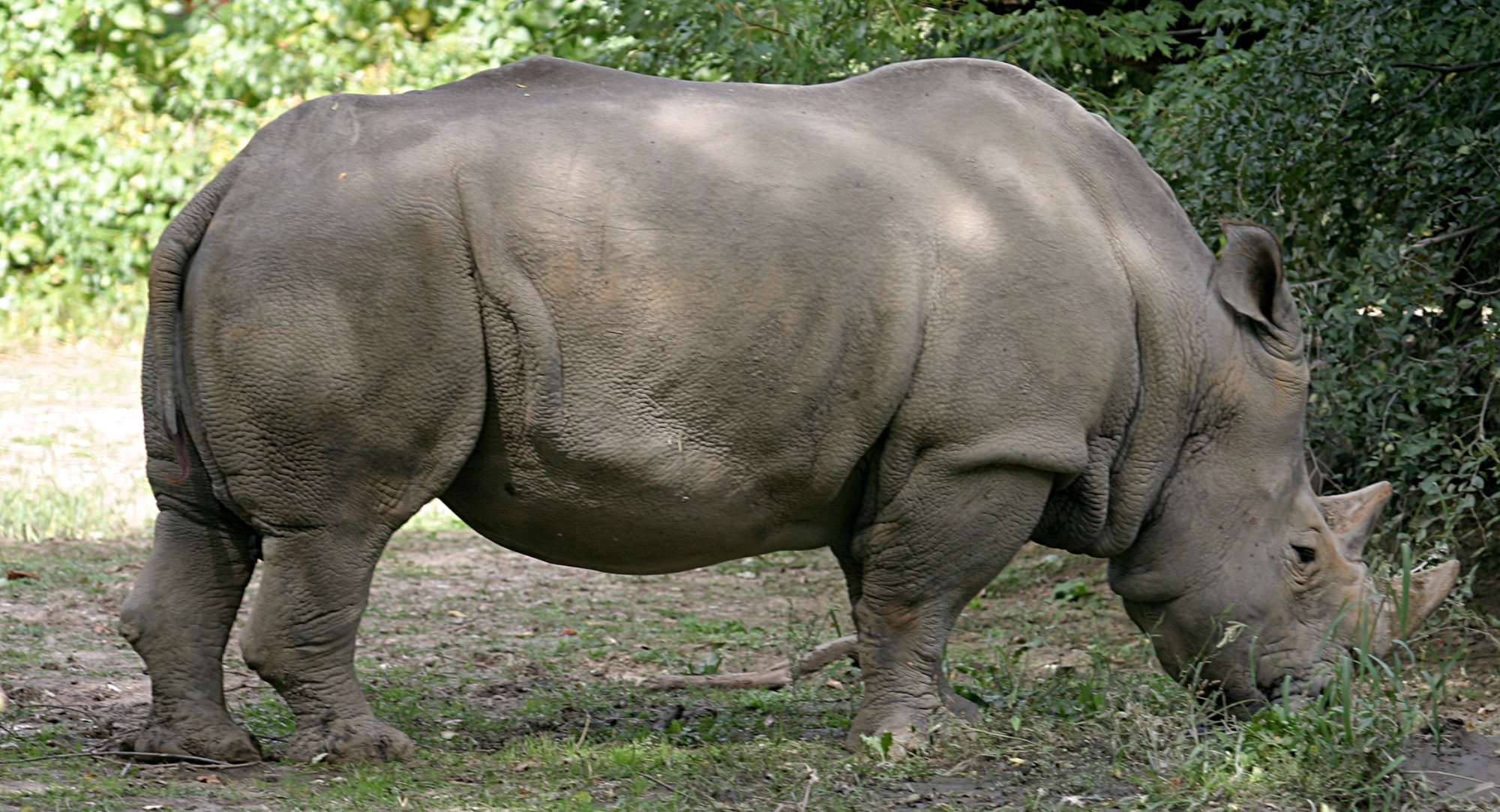
Breitmaulnashorn
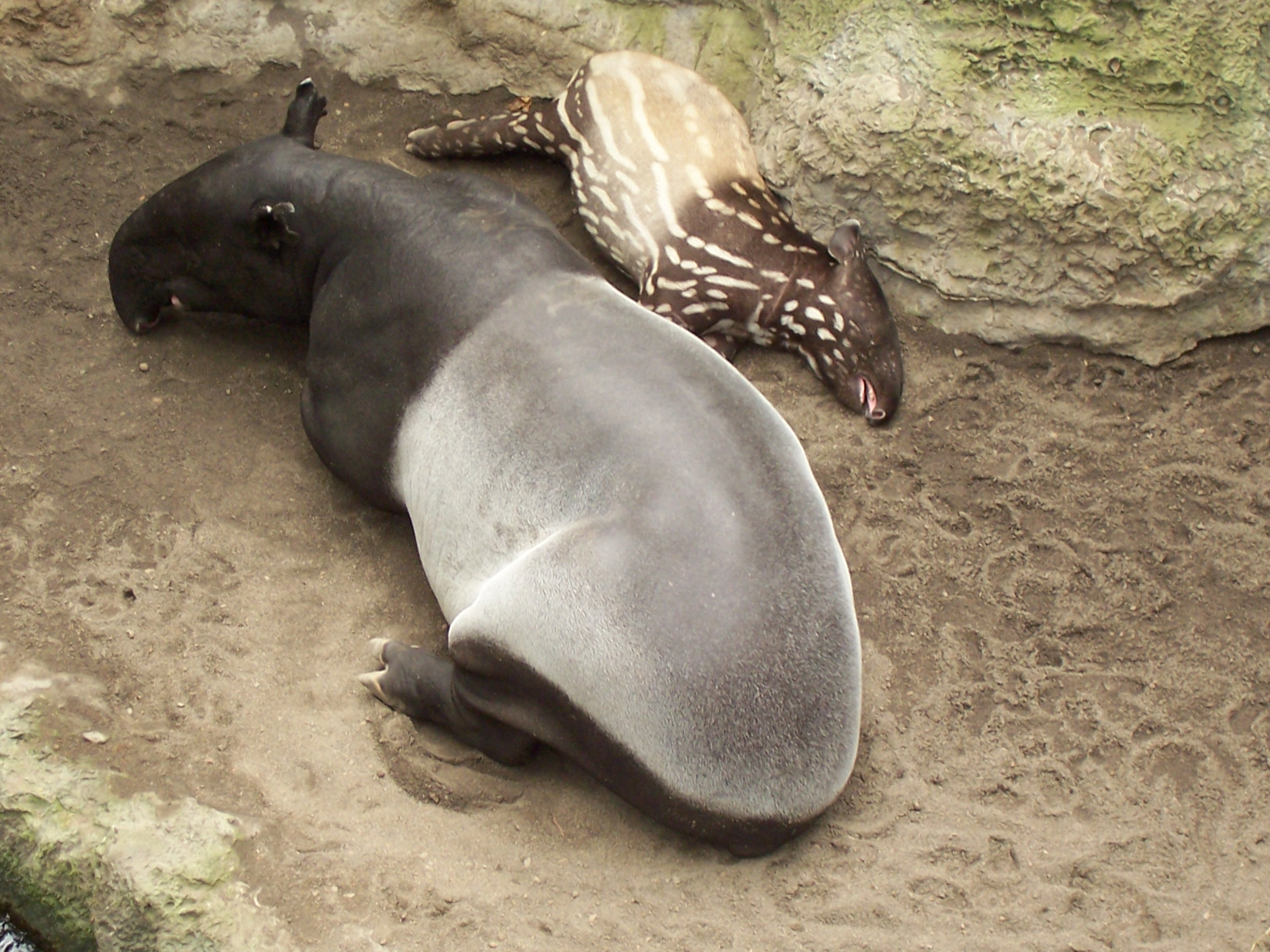
Schabrackentapir mit Jungtier
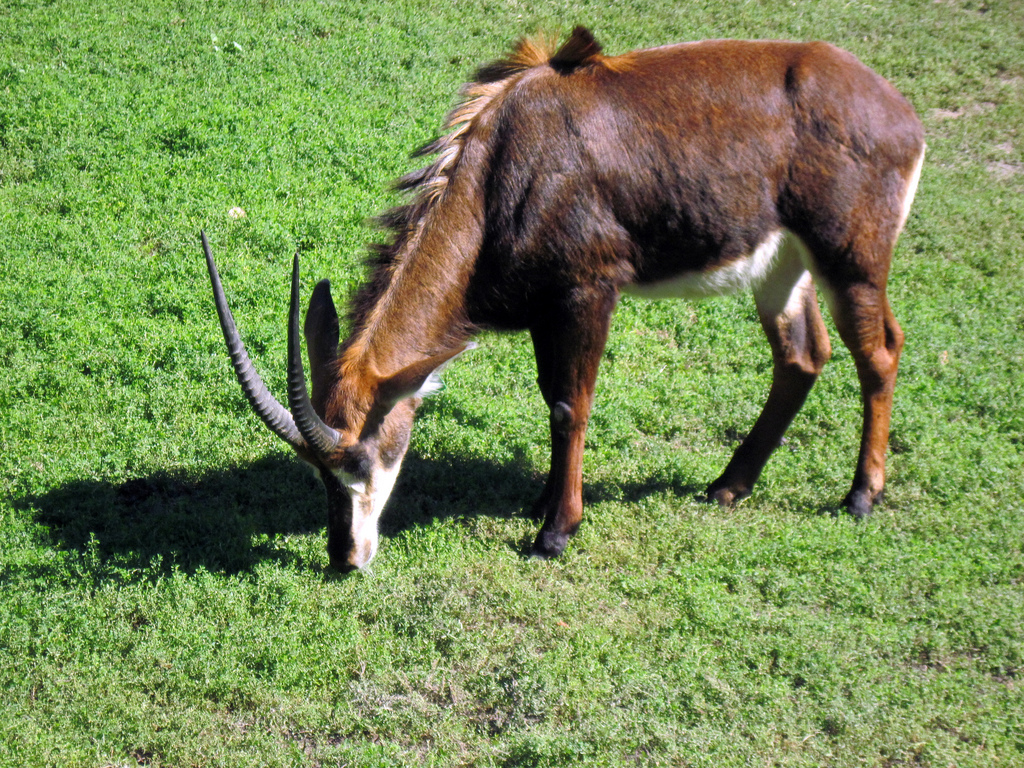
Rappenantilope

## Anlagenkonzept und Ausstellungsbereiche
Der Zoo ist parkartig angelegt. Wegen des ausgedehnten Gesamtgeländes können Besucher mittels einer Eisenbahn von Anlage zu Anlage transportiert werden. Die Tiere werden in umfangreichen Außengehegen und großzügig ausgestatteten Tierhäusern gehalten. Klettermöglichkeiten, Wasserstellen, Rückzugsbereiche sowie Bruthilfen für Vögel sind darin integriert.  Eine Besonderheit des Zoos ist das Wüsten-Dom (Desert Dome) genannte Gebäude, das im Innern als Wüste angelegt ist, teilweise mit Kakteen bepflanzt ist und Teile der Namib in Afrika, der Red-Centre-Halbwüste in Australien und der Sonora-Wüste in den USA nachbildet. Der Zoo ist in weitere Abteilungen gegliedert, die für Arten aus Afrika, Madagaskar oder Asien (African Grasslands), (Expedition Madagascar), (Asian Highlands) sowie für Gorillas (Hubbard Gorilla Valley), Orang-Utans (Hubbard Orangutan Forest) und Bären  (Durham Family Bear Canyon) angelegt sind. Ein künstlicher Regenwald (Lied Jungle), eine Anlage für Seelöwen (Owen Sea Lion Shores), eine Freiflughalle für Vögel (Simmons Aviary) sowie ein Insektarium (Butterfly and Insect Pavilion) können außerdem besichtigt werden. Der Zoo enthält auch ein Schauaquarium (Kingdom of the Seas Aquarium) sowie einen Pavillon für Amphibien und Reptilien (The Wild Kingdom Pavilion). Im Garden of the Senses werden botanische Kostbarkeiten gezeigt. Aufgrund von Umbauarbeiten sind einige der Sektionen zeitweise geschlossen.
Außerdem werden Besichtigungen bei Nacht (Eugene T. Mahoney Kingdoms of the Night) organisiert. Weitere Einrichtungen betreffen einen Streichelzoo sowie ein Forschungszentrum (Bill and Berniece Grewcock Center for Conservation and Research), das sich u. a. mit der künstlichen Besamung seltener Arten befasst.

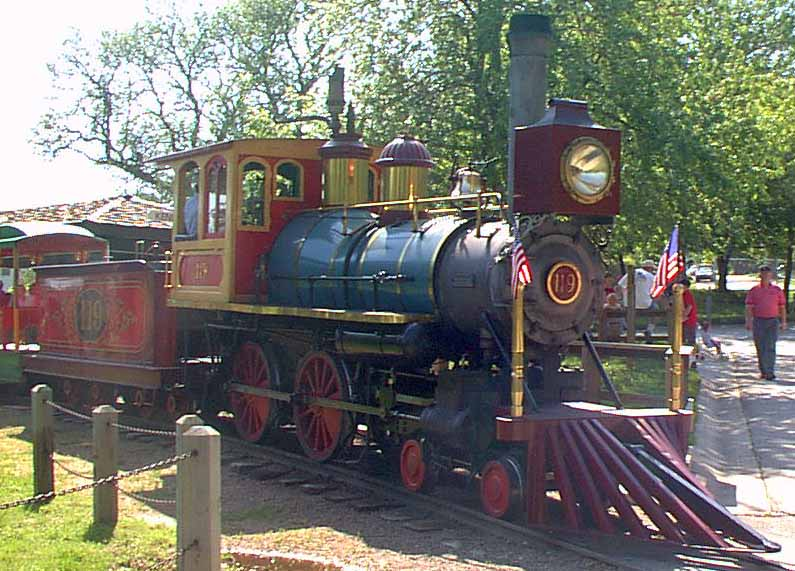
Eisenbahn für Besucher
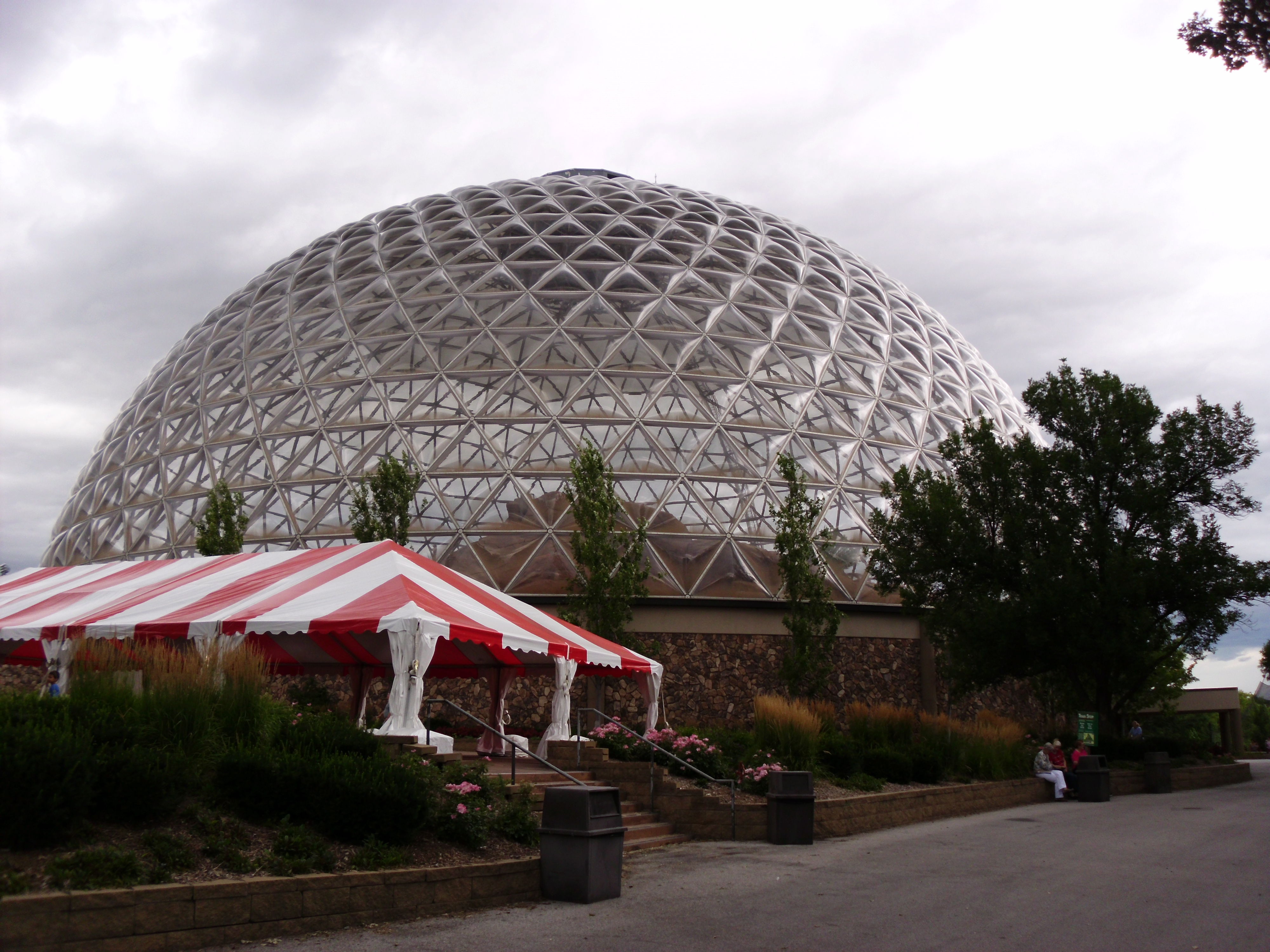
Blick auf den Wüsten-Dom
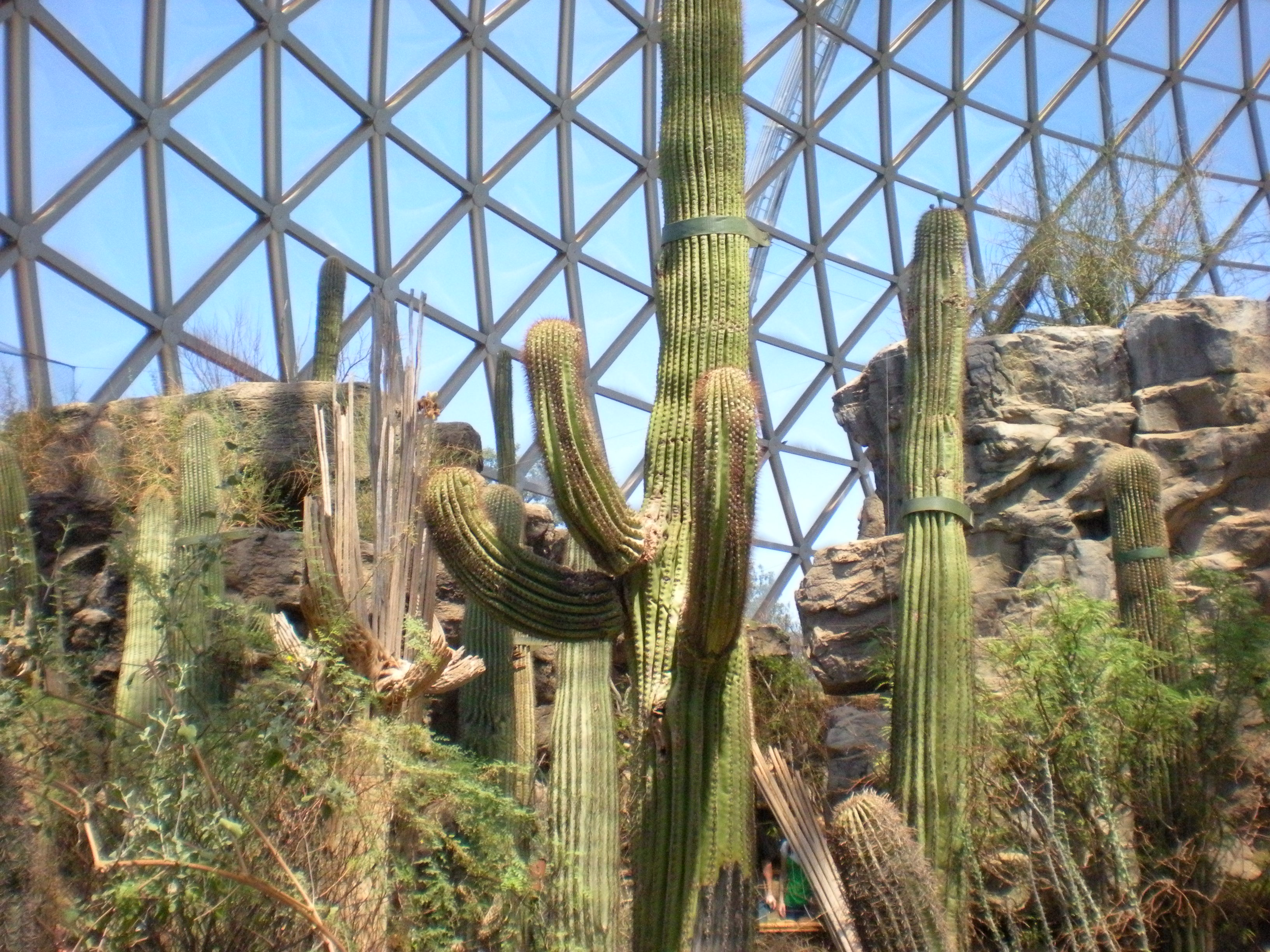
Innenraum des Wüsten-Doms
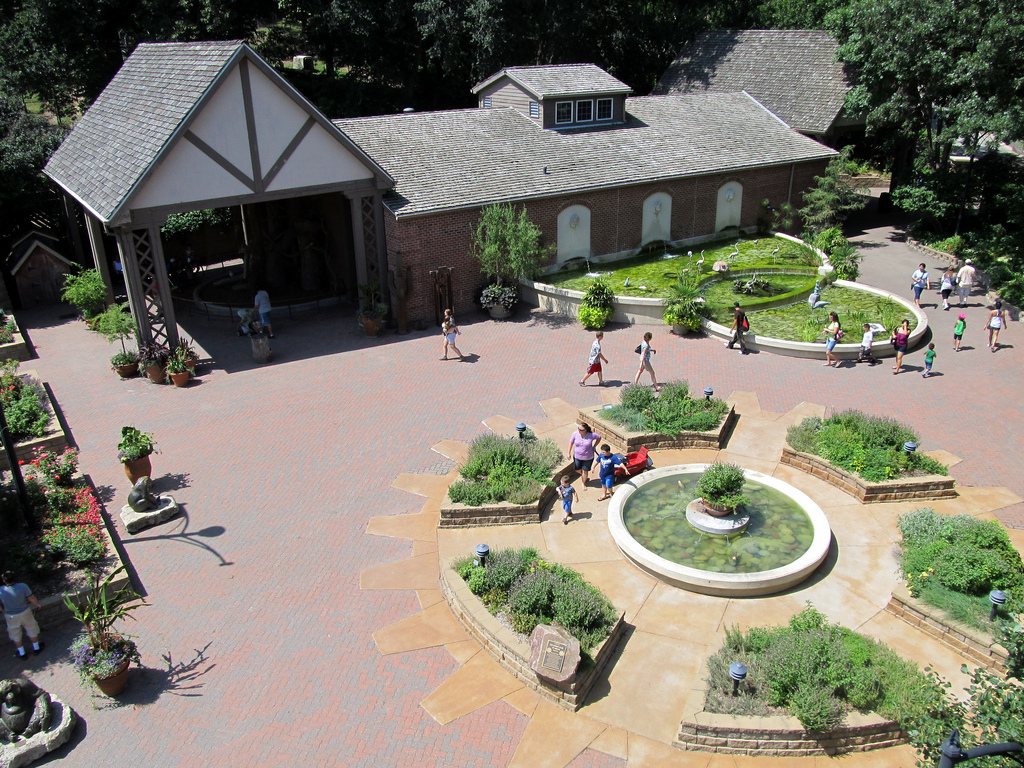
Parkanlagen
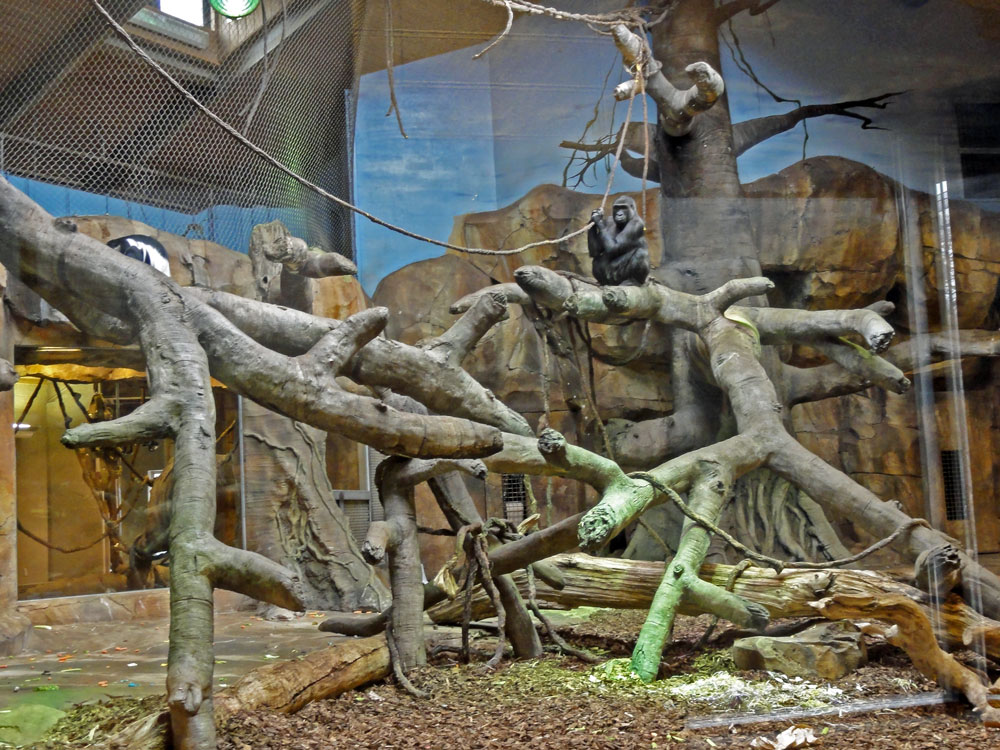
Klettergehege für Gorillas
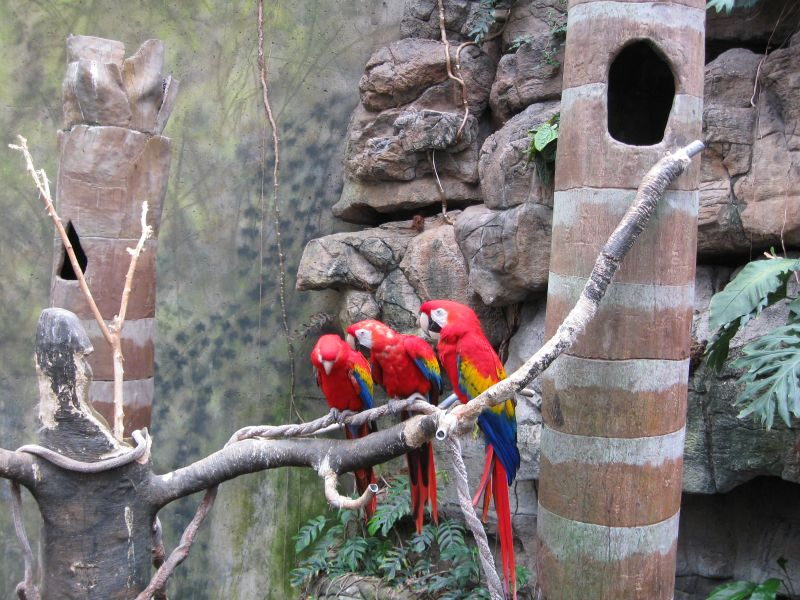
Papageienfreiflughalle mit Bruthilfen